# Бабурін Василь Васильович
Бабу́рін Васи́ль Васи́льович (*26 квітня 1927, село Найдьониш, Малопургинський район — 8 лютого 2017) — лікар-невропатолог, організатор охорони здоров'я, заслужений лікар Удмуртської АРСР (1960) та РРФСР (1967), народний лікар СРСР (1983).
В 1948 році закінчив Іжевський державний медичний інститут. Працював державним санінспектором Пичаського району Удмуртії (1948-1950), завідувачем Вавозьким районним відділом охорони здоров'я та головним лікарем районної СЕС (1950-1957), заступником головного лікаря та головним лікарем Вавозької центральної районної лікарня (1957-1963). В 1963-1987 роках головний лікар Першої республіканської клінічної лікарні (Іжевськ).
Вніс значний внесок у розвиток та укріплення матеріально-технічної бази охорони здоров'я Удмуртії. Активно допомагав будівництву інфекційного, хірургічного та адміністративного корпусів на 250 ліжок, аптеки, харчоблока, поліклініки на 500 відвідувачів, моргу на старій базі Першої РКЛ. Нова база виросла в лікарняний комплекс на 1000 ліжок з поліклінікою на 750 відвідувачів за зміну, акушерським корпусом на 120 ліжок, радіологічним корпусом, кисневою станцією, пансіонатом для хворих та гуртожитком для медичного персоналу, поряд допоміжні та господарчі служби.